# Francisco Hernández de Córdoba (fondatore del Nicaragua)
Francisco Hernández de Córdoba (1475 circa – 1526) è stato un esploratore spagnolo, solitamente indicato come il fondatore del Nicaragua.
Di fatto fondò due importanti città nicaraguensi, Granada e León. La moneta del Nicaragua si chiama Córdoba nicaraguense in suo onore.

## Biografia
Cordoba fu un ufficiale di Pedro Arias Dávila, noto anche come Pedrarias Dávila. Hernán Cortés supportò Cordoba, in cambio dell'aiuto contro Cristóbal de Olid. Pedrarias Dávila considerava Cordoba un insurrezionista e traditore, ed infine lo catturò e decapitò.
I suoi resti furono trovati nel 2000 a Leon Viejo, Nicaragua.